# Thaumatoniscellus orghidani
Thaumatoniscellus orghidani is een pissebed uit de familie Trichoniscidae. De wetenschappelijke naam van de soort is voor het eerst geldig gepubliceerd in 1971 door Tabacaru.